# موغامد موسالوف
موغامد موسالوف (بالروسية: Мусалов, Магомед Ахмедович)‏ (9 فبراير 1994 في روسيا - ) هو لاعب كرة قدم روسي في مركز الدفاع. لعب مع أنجي محج قلعة وFC Anzhi-2 Makhachkala ‏.

## روابط خارجية
- موغامد موسالوف على موقع قاعدة بيانات كرة القدم.إي يو (الإنجليزية)
- موغامد موسالوف على موقع Soccerway.com (الإنجليزية)